# 长生生物
长生生物科技股份有限公司，简称长生生物（老三板：400077，简称：长生1；深交所除牌前：002680，简称：长生退），是一家中华人民共和国的生物科技公司，主要经营人用疫苗的研制、生产与销售，拥有全资子公司长春长生生物科技有限责任公司（简称长春长生）。长生生物科技股份有限公司原名连云港黄海机械股份有限公司（简称黄海机械），成立于2006年8月11日，2012年6月5日在深圳证券交易所挂牌上市，主营业务为岩土钻孔设备的研发、生产、销售。2015年黄海机械重组，长春长生借壳上市，公司改为现名。截至2017年，长生生物生产、销售六个疫苗品种，包括甲肝疫苗、百白破疫苗两种一类疫苗和水痘疫苗、狂犬病疫苗、流感疫苗、脑膜炎疫苗四种二类疫苗，狂犬疫苗、水痘疫苗批签发量排名中国大陆第二，公司疫苗品种数、销售量、销售额均位居中国大陆民营疫苗公司前列。
长春长生生物科技有限责任公司原名长春长生实业股份有限公司，成立于1992年8月27日，起初为长春生物制品研究所、长春生物高技术应用研究所和长春生物制品研究所生物技术服务中心经销部共同发起的企业，后经过股权转让完成私有化，高俊芳成为实际控制人。外界质疑长春长生私有化，认为长春高新有贱卖核心资产、高价不卖低价卖的嫌疑；高俊芳身为公司高管收购股权，媒体评论称她钻了国企治理缺陷的空子，她的资金来源也被媒体怀疑。
2017年11月，国家食品药品监督管理总局通报在抽检中发现长春长生百白破疫苗效价指标不达标。后来，公司的百白破车间停产，长春长生被罚款258.40万元人民币。2018年7月，国家药品监督管理局通报长春长生狂犬病疫苗生产记录造假。
中国国务院总理李克强、中共中央总书记习近平先后做出批示和指示，国务院组成调查组赴长春调查。中国证监会对长生生物立案调查。长春新区公安分局对长春长生狂犬病疫苗事件立案调查，董事长高俊芳与四名高管被带往公安机关接受调查。2018年8月16日，李克强在国务院常务会议上指出依据《药品管理法》，没收长春长生公司所有违法所得并处最高罚款，同时对负有监管责任的人士严厉追责，以儆效尤。2019年11月8日，长春长生经吉林省长春市中级人民法院民事裁定宣告破产，11月27日，长生生物股票被摘牌。

## 历史

### 创办至私有化之前
1992年8月27日，长春生物制品研究所（简称长生所）、长春生物高技术应用研究所（简称长春高研所）和长春生物制品研究所生物技术服务中心经销部（简称长生所经销部）共同发起设立长春长生实业股份有限公司，并向内部职工定向募集股份，长春长生实业的注册资本为3,000万元人民币。成立之初，长生所以註冊資本的五分之一（600万元人民幣）资金入股，还将甲型肝炎减毒活疫苗生产技术、分装古巴干扰素冻干技术两项技术折价900万元入股，共拥有长生实业50%的股权；长春高研所持股21%，长生所经销部持股1%，职工股为28%。成立後，公司即被长春市科学技术委员会认定为高新技术企业，长生所投入的两项技术被市科委认定为高新技术。
成立后，公司通过两次回购，彻底清理了内部职工股。当时的一些员工不满这一回购，抱怨公司挣钱之后抛开了员工；还有员工称，当时长生所所长允许长生实业使用所内的人力、财力、产品，导致长生所渐渐颓败，此事涉嫌国有资产流失。经过八次股权转让、两次增资，2002年2月，长春高新技术产业（集团）股份有限公司（简称长春高新）持股59.68%，为长生实业第一大股东。2002年4月18日，长生实业股东大会决定公司更名为长春长生生物科技股份有限公司。同年5月22日，企业完成工商变更登记。
2001年、2002年长春长生主营业务收入分别为6,003万元和14,679万元，净利润分别为1,005万元和2,634万元人民币。同期长春高新的净利润为430万元和730万元，长春长生已成为长春高新的主要利润来源，占长春高新总利润的比重超过30%。

### 私有化
2003年7月，长春高新打算出售所持有的全部长春长生股份，开始寻找买家。同年12月17日，长春高新发布公告，拟转让所持有的长春长生全部59.68%股权，其中1,250万股（25%）转让给吉林亚泰（集团）股份有限公司，1,734万股（34.68%）转让给长春高新副董事长高俊芳，转让价格均为每股2.4元人民币。消息传出，引起了多方的质疑。有媒体认为长春高新是在贱卖核心资产，高价不卖低价卖，高管自买股权别有隐情。长春高新在2004年1月发布公告，回应了转让价格的问题，称公司采用协议转让而非竞价转让，因而与吉林亚泰、高俊芳确定意向之后没有接受其他方面更高的报价。但这仍然不足以服众。长春高新在2004年4月22日发布了修改版的转让方案，吉林亚泰受让1,734万股（34.68%），转让价格为每股2.7元，转让金额为4,681.8万元；高俊芳受让1,250万股（25%），转让价格也是每股2.7元，转让金额为3,375万元人民币。
长春长生当时是长春高新的主要盈利来源。2003年前三季度，长春高新亏损逾2,100万元人民币，而长春长生截至当年10月31日净利润为1,147万元。出售作为主要营利来源的子公司股权是很反常的行为。当时长春高新董秘办声称，长春高新入股长春长生主要是为了投资，此时长春长生利润已经开始下滑，在巅峰期出售长春长生股权是最好的选择。媒体后来分析，长春长生自2000年至2002年业绩一直高速增长，2002年年报还提到公司营销、管理上取得了进步，经济效率得到提高，乙肝DNA疫苗、人用狂犬病纯化疫苗两个研发项目分别被列入科技部省市科技创新项目、2002年度国家重点新产品计划项目，长春长生2003年业绩下滑值得怀疑，有可能是为了配合收购而压低营业收入和利润。长春高新后来在公告中改口称出售长春长生是为了改善现金流、收回资金投资于新建的子公司长春晨光药业等项目。有媒体分析后认为这些说法也难言合理：据2003年三季报，长春长生当期流动资产为9.8亿元人民币，流动负债6.7亿元，一年内到期的长期负债不到8700万元人民币，公司现金流良好，并不需要出售子公司换取现金；而公司声称要投资的长春晨光药业2003年亏损570.95万元人民币，七年后的2010年5月25日长春高新以550万元人民币的价格将长春晨光药业的股权全部出手卖掉。
受让股权的高俊芳时任长春高新董事、副董事长、长春长生董事长兼总经理。她原先是长春生物制品研究所财务处处长，1992年即在长春长生的前身长生实业担任副总经理，1993年4月成为长生实业总经理。媒体引述知情者的消息称高俊芳已经掌控了整个长春长生，早有使长春长生脱离长春高新的想法。高俊芳2001年2月出任长春高新副总经理，当时便以副总经理身份主持工作。同年5月25日，她被选为长春高新总经理。2003年1月她辞去长春高新总经理后，直到长春长生转让完成，长春高新总经理职位一直空缺。此外，长春高新当时董事会运作不规范，独立董事仅有两名，未达到公司章程的要求。媒体评论，转让决策流程不合理，某种程度上高俊芳钻了国企治理存在漏洞的空子。高俊芳收购股权的资金来源也受到怀疑，按照她的收入，她无法支付几千万元的收购费用。一份报道中，高俊芳称自己每月工资六千元，每年奖金几十万到一百万元，收购股权自己出两百万元，余下的和亲戚朋友们借；另一份报道中，高俊芳称一部分自己出，剩下的向银行贷款，但她没有透露用什么作为抵押。
2003年12月17日长春高新发布公告后，媒体报道有其他买家出了更高的价格，但长春高新却选择了报价低的吉林亚泰和高俊芳。吉林亚泰和高俊芳的转让价格是每股2.4元。云大科技三次报价，7月为2.4元，10月报价2.6元，11月初报价2.8元。福尔生物也参与了出价，起初出价2.2元，至12月初已将出价提高到了每股3元。长春高新证券部主管称，买家开价3元过高，价格不现实，怀疑对方的诚意。长春高新董秘说，他们担心收购方的条件不能顺利实现、长春长生方面不配合，担心因此产生纠纷或者坏账。参与出价的福尔生物、云大科技等企业管理层认为长春高新的解释不成立，整个股权转让过程不透明。
2006年，吉林亚泰将之前受让的长春长生股权全部卖给了高俊芳，转让价格为每股2.8元人民币。据年报，2005年长春长生营业收入1.26亿元，净利润3,765万元。相比收购时的2004年，长春长生盈利大幅增长，而吉林亚泰每股2.7元买来的股权仅以每股2.8元出售。有媒体认为，长春长生股权转让涉嫌侵吞国有资产。

### 借壳上市
长春长生原本计划2010年申请在香港交易所上市，并在上市前进行海外私募。2012年，长春长生终止了在香港上市的计划。2015年，长春长生借壳注册地为江苏省连云港市的黄海机械，成功在深圳证券交易所上市。黄海机械将其除去货币资金和保本理财产品以外的资产和负债置换高俊芳、张洺豪、张友奎等20名长春长生股东持有的长春长生100%股权中的等值部分。黄海机械置出资产作价3.96亿元人民币，长春长生置入资产作价55亿元人民币。差额部分约为51亿元，由上市公司以每股16.91元的价格按照长春长生全部20名股东持有长春长生股权的比例定增购买。同时，刘良文、虞臣潘将各自持有的黄海机械5%股权以每股35.70元转让于张洺豪。此外，黄海机械将以每股18.12元的价格向不超过10名其他特定对象定向增发，募集资金不超过16.6亿元人民币，用于交易中介费用和企业后续发展。高俊芳、张洺豪、张友奎等20名股东承诺，置入资产在2015年、2016年、2017年的利润不低于3亿元、4亿元、5亿元。重组后，高俊芳、张洺豪、张友奎共持有公司33.70%股权，成为公司的实际控制人。张友奎是高俊芳的丈夫，而张洺豪是两人的儿子。2016年3月11日，连云港黄海机械股份有限公司完成工商变更登记，更名为长生生物科技股份有限公司。2016年3月17日，黄海机械的证券简称改为长生生物。
2016年的一起诉讼中，经销商曾指控长生生物为谋求借壳上市而粉饰业绩。

### 问题疫苗事件

#### 狂犬病疫苗案發
2018年7月15日，国家药品监督管理局通告称，在飞行检查中发现长生生物全资子公司长春长生生物科技有限责任公司（简称长春长生）在冻干人用狂犬病疫苗生产过程中有记录造假等严重违反《药品生产质量管理规范》的行为。国家药监局责令吉林省食品药品监督管理局收回长春长生相关的GMP证书、长春长生停产狂犬病疫苗。吉林省食药监局组织调查组进驻长春长生进行调查。根据国家药监局的通报，飞行检查发现的违规行为所涉产品并未出厂上市销售。7月17日，长生生物发布公告，宣称将召回有效期内所有批次的狂犬病疫苗。报道中，长生生物董秘透露，冻干人用狂犬病疫苗销售收入约占公司总收入的一半。同时出口境外的疫苗也开始召回。周末，微信自媒体文章《疫苗之王》整理了几家疫苗公司的发家史，问题疫苗事件进一步发酵。7月22日，国家药监局通报，已查明长春长生编造生产记录和产品检验记录、随意变更工艺参数和设备，违反药品管理法和药品生产质量管理规范，国家药监局已责令长春长生停止生产，收回GMP证书，召回尚未使用的狂犬病疫苗；国家药监局已会同吉林省食药监局立案调查，如涉嫌犯罪将移交公安机关；国家药监局已部署全国疫苗企业自查，并将对全部疫苗企业开展飞行检查。

#### 百白破疫苗案發
狂犬病疫苗问题的调查尚未结束，长生生物在2018年7月19日公告了吉林省食药监局对长春长生此前另一桩问题疫苗事件的罚单。2017年11月，国家食品药品监督管理总局通报，抽检中发现长春长生生产的某批次百白破疫苗效价指标不符合标准。当时，总局新闻发言人表示调查已经开始，将及时公开调查结果。然而，直到9个月后长春长生狂犬病疫苗出现问题之后，吉林省食药监局才在2018年7月18日公布了处罚决定，7月20日决定书在省食药监局官网公开。根据文件，长春长生生产的吸附无细胞百白破联合疫苗效价测定不符合规定，依《中华人民共和国药品管理法》应以劣药论处；根据药品管理法“禁止生产、销售劣药”的规定，省食药监局在2017年10月27日对长春长生立案调查；经查，该批疫苗共253,338支，吉林省药品检验所抽样552支，销往山东省疾病预防控制中心252,600支，库存186支，违法所得858,840.00元人民币，货值金额共计861,349.20元人民币。吉林省食药监局的处罚包括没收186支库存疫苗、没收违法所得85.88万元、处以货值三倍罚款258.40万元。
媒体质疑药品监管部门查办不力、调查烂尾、对问题疫苗的流向未予公开，认为对长春长生的处罚过轻（不过，处以货值三倍的罚款已经是药品管理法中罚款的上限）。根据长生生物的公告，公司的百白破车间早已停产，而长生生物并未按照规定及时公开有关信息，公司涉嫌信息披露违规，深交所已于2018年7月20日出具关注函，要求公司说明情况。后进一步调查，该公司生产的效价不合格百白破疫苗，涉及同一批次的201605014-01和201605014-02两个批号，共计49.98万支。其中批号为201605014-01的百白破疫苗共有252600支，全部销往山东省，已使用247359支，损耗、封存5241支；批号为201605014-02的百白破疫苗共有247200支，其中销往山东223800支，封存10000余支；销往安徽23400支，损耗、封存3277支。
对已经接种批号为201605014-01不合格疫苗的儿童，相关部门已于2月6日发出补种通知，至8月15日，已完成应补种儿童总数的76.2%。而对已经接种批号为201605014-02不合格疫苗的儿童，国家卫生健康委、国家药监局已作出补种安排。

#### 影響發酵
7月22日，媒体报道山东省已制定了疫苗补种计划，但尚未实施。
问题疫苗事件曝光后，长生生物连续五个交易日一字板跌停，市值由7月13日（出事前最后一个交易日）的239亿元人民币下跌至7月20日的141亿元，减少近百亿人民币。7月23日晨，长生生物公告称，拟披露重大事项，将于当日开市后停牌。停牌公告发布数小时后，长生生物披露，证监会向公司下发《调查通知书》，公司因涉嫌违法被中国证监会立案调查。随后，长生生物公告，当日下午复牌。复牌公告中，长生生物称，调查中公司如被认定存在重大违法行为或被移交公安机关，股票可能会被执行退市风险警示、暂停上市或终止上市。23日下午，长生生物再次一字跌停。同一天，深交所公告，因长生生物被证监会调查，深交所已限售长生生物大股东、董事、监事、高管所持公司股份。当天，中国上市公司协会表示强烈谴责长生生物违法违规行为。24日，长生生物公告称公司股票将于25日停牌，公司狂犬疫苗、百白破疫苗已被责令停产，其余产品公司决定自主停产、全面整改，复产时间未知。25日，长生生物发布公告，董事长高俊芳等15人被刑拘，公司生产经营受到严重影响，预计三个月内无法恢复正常；长生生物已建立应急机制。26日，长生生物复牌，开始被实施其他风险警示，股票简称改为ST长生。26日晚，长生生物公告，公司与子公司长春长生的主要银行账户和募集资金账户已被冻结。8月2日，长生生物发布公告称，该公司的9处房产和61台车于8月1日被查封。8月3日，深圳证券交易所发布《纪律处分事先告知书》，谴责长生生物高管高俊芳、张晶、蒋强华等六人。
2018年7月16日，中共中央政治局常委、国务院总理李克强批示，要求彻查。7月22日，李克强再次批示，“此次疫苗事件突破人的道德底线，必须给全国人民一个明明白白的交代”，要求国务院立即派出调查组，对所有疫苗生产、销售链条进行彻查。7月23日，在外访问的中共中央总书记、国家主席、中央军委主席习近平作出重要指示，称长春长生疫苗案“性质恶劣，令人触目惊心”，要求地方政府和相关部门立即彻查，从严处理，及时公布调查进展。根据习近平总书记和李克强总理要求，国务院建立工作机制，派出调查组赴长春长生立案调查。吉林省成立省、市两级案件查处领导小组，配合国务院调查组工作，结合此案排查高风险制药企业。省食药监局已收回长春长生狂犬病疫苗GMP证书，停止其生产、销售狂犬病疫苗，暂停长春长生所有疫苗批签发。23日，吉林省国资委领导开始介入调查长生生物私有化过程中可能的国有资产流失问题。24日，中共吉林省纪委（吉林省监委）宣布，成立责任追究工作组，调查、追究长春长生改制、生产、经营中可能的腐败问题，此外还会梳理相关线索和信访举报信息，责成驻吉林省食药监局纪检组、中共长春市纪委（长春市监委）查处省市食药监部门负责人的失职、渎职问题。
2018年9月19日，长生生物发布公告称，经吉林省高新技术企业认定管理机构研究，决定自2017年度起取消该公司的高新技术企业资格。

#### 公安移送
7月23日下午3时，长春新区公安分局依据省食药监局《涉嫌犯罪案件移送书》，对长春长生狂犬病疫苗事件立案调查，董事长高俊芳与四名公司高管被带往公安机关审查，案件正在调查中。同日长春市人民检察院按照吉林省人民检察院要求成立专案组，对该次事件开展调查。24日晚间，长春新区公安分局通报，长春长生15名涉案人员因涉嫌刑事犯罪，已被依法拘留。被拘留的15人包括长生生物董事长高俊芳、董事张晶、张友奎、刘景晔、蒋强华、赵志伟等人。同日，山东省人民检察院决定对长春长生疫苗损害社会公共利益及相关行政机关履职情况进行调查。
问题疫苗事件发生后，新闻媒体整理中国裁判文书网公开的判决文书发现长春长生卷入多起行贿受贿案。据澎湃新闻统计，长春长生自2001年至2017年卷入12起行賄受賄案件，主要集中在安徽省、河南省、福建省、廣東省，行贿者多为代理公司的销售人员，4起案件中长春长生员工参与行贿。受賄者通常级别不高，大多在縣市级疾控中心工作，也有醫院免疫門診的負責人，仅有一起案件受贿者在安徽省疾控中心工作。行贿方式通常是按照销量提供回扣和提成。例如，售价每支72元人民币的冻干狂犬病疫苗，回扣为每支20元。
7月23日，长生生物官网首页被黑客攻击并配图“不搞你，对不起祖国的花朵”。随后，长生生物官网已无法打开，提示404错误。
8月10日，据媒体报道，北京护城河投资发展中心合伙人高勇利用黄晓明等人的个人证券账户，在中国A股公开市场上非法操纵包括长生生物在内的股价，借机盈利近9亿人民币，还组团成为该公司前十大流通股东之一，有报道称黄晓明购买的长生生物股票为其母亲所管理使用。8月11日，黄晓明工作室发表声明，称其不认识主犯，也没有参与操纵。8月14日，据《经济观察报》记者透露，黄晓明曾接到来自证监部门稽查人员的电话，并与调查人员见面三个小时。8月15日凌晨，黄晓明在微博表示其没有参与任何股票操控，并表示其从未参与过长生生物股票投资（黄晓明在2014年第三季度委托路某投资长生生物的前身黄海机械，并在当季度退出；黄海机械2015年被借壳，2016年更名“长生生物”）。

#### 中央、省、市追责处理

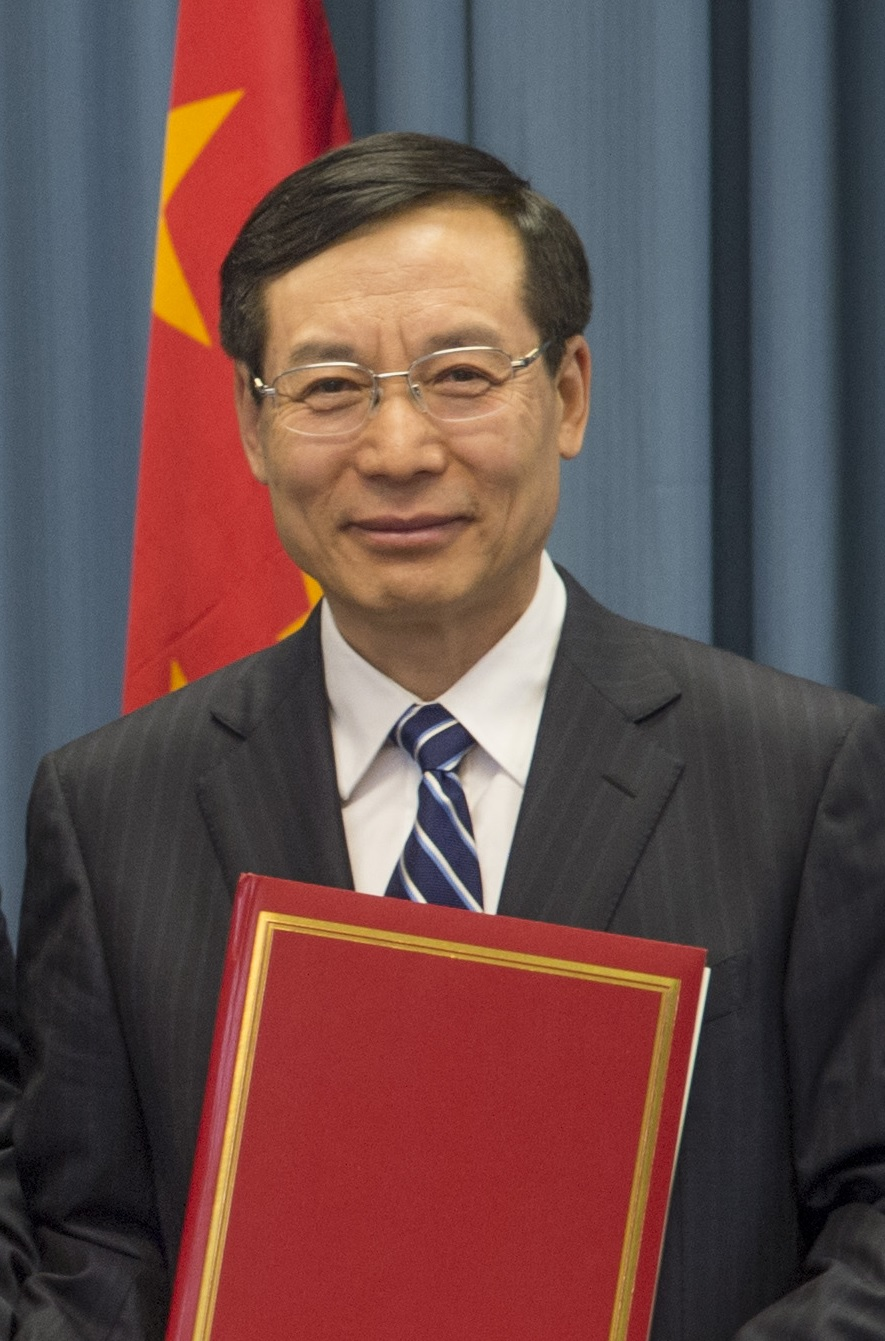
时任国家市场监督管理总局副局长兼党组书记的毕井泉（前任食品药品监管总局长）是被追责的最高级别的官员。

2018年8月16日，召开中共中央政治局常委会， 习近平主持听取吉林长春长生公司问题疫苗案件调查情况汇报并作出相关处置决定。会议决定依据《药品管理法》，由相关方面依职权没收长春长生公司所有违法所得并处最高罚款：
- 吉林省副省长金育辉（2017年4月起分管吉林省食品药品监管工作） - 予以免职[58]
- 吉林省政协副主席李晋修（曾任副省长，分管吉林省食品药品监管工作） - 责令辞职
- 长春市市长刘长龙 - 引咎辞职
- 国家市场监督管理总局副局长兼党组书记毕井泉（前任食品药品监管总局长） - 引咎辞职
- 吉林省委常委兼延边朝鲜族自治州委书记姜治莹（曾任长春市长） - 作出深刻檢查
- 国家药品监督管理局局长焦红 - 作出深刻檢查

另对35名非中管干部进行问责；决定中央纪委国家监委对原国家食品药品监督管理总局副局长、原卫生计生委副主任吴浈立案审查调查；会议责成吉林省委和省政府、国家药监局向中共中央、国务院作出深刻检查。
2018年8月16日晚，中共吉林省委常委会议研究决定，深刻检查、深刻反省，深入查摆在思想认识、监管不严、失职渎职、不作为、不负责、官僚主义、形式主义等方面的问题，坚决改正，深刻汲取教训、痛定思痛、举一反三，以壮士断腕、刮骨疗毒的决心，对长春长生公司违法违规生产狂犬病疫苗履行监管职责不力、履行属地管理职责不力、负有直接责任和领导责任的相关人员作出组织处理：
- 吉林省食品药品监督管理局党组书记、局长郭洪志免职
- 吉林省工信厅党组书记、厅长白绪贵（2016年4月至2018年2月任分管药监工作的长春市副市长）免职
- 吉林省食品药品监督管理局党组成员、副局长曾向东免职
- 吉林省食品药品监督管理局党组成员、副局长闫海江免职；
- 责令长春市副市长、市公安局局长吕锋（2018年2月临时代管药监工作，2018年4月至今分管药监工作）向吉林省委、省政府和长春市委、市政府做出深刻检查。

2018年8月16日晚，中共长春市委常委会议研究决定，坚决拥护中央和省委对长春长生公司问题疫苗案件的处理决定，汲取教训、举一反三，以重典治乱、壮士断腕的决心，对长春市相关人员作出组织处理：
- 长春市食品药品监督管理局党组书记、局长唐若迪免职，
- 长春市食品药品监督管理局党组成员、副局长张文革免职，
- 长春市食品药品监督管理局餐饮服务监管处处长周福云免职，
- 长春市食品药品监督管理局高新区分局分党组成员、副局长于百川免职；
- 长春高新区党工委书记、管委会主任赵旭责令辞职
- 长春新区党工委委员、管委会副主任杨文俊（2017年6月任长春新区管委会副主任，负责联系长春市食药监局高新分局）责令辞职
- 长春经开区党工委委员、管委会副主任于振波（2014年2月至2017年6月任长春高新区管委会副主任，负责联系长春市食药监局高新分局）责令辞职
- 长春市食品药品监督管理局高新区分局分党组书记、局长陈铁责令辞职。

8月16日晚，国家药品监督管理局紧急召开干部大会，传达中共中央政治局常务委员会会议关于吉林长春长生公司问题疫苗案件调查处理的决定，这次案件教训十分深刻，药监局作为主管部门，负有不可推卸的重要责任，深刻反思汲取教训，要向党中央、国务院作出深刻检查。积极配合做好责任追究工作，对失职、失责、失察、不作为等问题进行严肃追究。不留死角，不留盲区。
2018年8月16日晚，国家市场监管总局召开党组会议，传达学习中共中央政治局常务委员会会议和 习近平总书记重要讲话精神。 2018年8月17日，经国家市场监督管理总局党组会议研究决定：
- 国家食品药品监督管理总局（国家药品监督管理局）药品化妆品监管司司长、食品药品审核查验中心主任丁建华予以免职；
- 国家食品药品监督管理总局（国家药品监督管理局）药品化妆品监管司副司长董润生予以免职；
- 国家食品药品监督管理总局（国家药品监督管理局）药品化妆品监管司副司长孙京林（2014年11月至2017年4月任原国家食品药品监督管理总局食品药品审核查验中心副主任）予以免职；
- 国家食品药品监督管理总局（国家药品监督管理局）药品化妆品监管司特殊药品监管处处长叶国庆予以免职；
- 国家食品药品监督管理总局（国家药品监督管理局）药品化妆品监管司特殊药品监管处调研员郭秀侠予以免职；
- 中国食品药品检定研究院副院长王佑春予以免职；
- 责成中国食品药品检定研究院（原国家食品药品监督管理总局医疗器械标准管理中心）院长（主任）李波做出深刻检查。

2018年10月16日，国家药品监督管理局和吉林省食品药品监督管理局对长生生物违法违规生产狂犬病疫苗作出行政处罚。国家药监局决定撤销长生生物狂犬病疫苗（批准文号：国药准字S20120016）药品批准证明文件、撤销涉案产品生物制品批签发合格证，并处罚款1203万元；吉林省食药监局决定吊销长生生物《药品生产许可证》、没收违法生产的疫苗、违法所得18.9亿元，并处违法生产、销售货值金额三倍罚款72.1亿元，罚没款共计91亿元；此外对涉案的高俊芳等十四名直接负责的主管人员和其他直接责任人员作出依法不得从事药品生产经营活动的行政处罚。同日晚，中国保监会发布长春长生狂犬病问题疫苗赔偿实施方案。方案明确，对因预防接种长春长生狂犬病问题疫苗人士造成一般残疾的，一次性赔偿20万元/人；造成重度残疾或瘫痪的，一次性赔偿50万元/人；导致死亡的，一次性赔偿65万元/人。
2018年10月31日，山东省大数据局挂牌成立，首任局长是『因长春长生问题疫苗流入山东而被「诫勉」』的马越男。马越男曾任山东省政府副秘书长，2013年开始担任山东省食品药品监督管理局局长、党组书记。直到2018年9月30日，因疫苗事件其被问责，并「予以诫勉」。之后，马就被调离食药监领域，出任山东省大数据局首任局长。
2018年11月16日，深圳证券交易所对外通报，当天已启动对长生生物重大违法强制退市机制，原因是长生生物涉及国家安全、公共安全、生态安全、生产安全和公众健康安全等领域的重大违法行为。12月11日，深交所拟对长生生物实施重大违法强制退市措施。证监会同时决定对长生生物责令改正，给予警告，并处以60万元罚款；对董事长高俊芳、董事张晶、刘景晔、蒋强华给予警告，并分别处以30万元罚款；对长生生物董事长高俊芳、董事张晶、刘景晔、蒋强华采取终身市场禁入措施；对董事张友奎、赵春志、张洺豪采取5年市场禁入措施。2019年1月14日，深交所正式决定对长生生物实施重大违法强制退市。
2019年2月2日，据中央纪委国家监委消息，中央纪委国家监委已对6名涉案的中管干部作出予以免职、责令辞职、要求引咎辞职等处理，对涉嫌职务犯罪的原国家食品药品监督管理总局党组成员、副局长吴浈给予开除党籍处分并移送检察机关依法审查起诉。同时，有关部门和地方对涉及原国家食品药品监管总局、国家药监局、吉林省各级药品监管部门、长春市人民政府、长春市高新技术产业开发区管委会等42名非中管干部进行处理，其中厅局级干部13人、县处级干部23人、乡科级及以下干部6人。对涉嫌职务犯罪的原吉林省食品药品监管局3名责任人给予开除党籍处分并移送检察机关依法审查起诉，对包括原国家食品药品监管总局药品化妆品监管司1名副司长、原吉林省食品药品监管局两名副局长在内的6名责任人给予留党察看或撤销党内职务、政务撤职处分，对29名责任人给予其他党纪政务处分。
2019年3月13日，深交所发布公告称，长生生物自3月15日起暂停上市。
2019年4月4日，国家药品监督管理局发布公告，此前被依法吊销《药品生产许可证》的长生生物的19个药品批准文号被注销。
2019年6月17日，长生生物收到法院《行政裁定书》，将对长春长生生物科技有限责任公司被有关部门处以“没收违法所得18.92亿元，处违法生产、销售冻干人用狂犬病疫苗货值金额三倍罚款72.12亿元，罚没款共计91.04亿元”的行政处罚，进行强制执行。
2019年6月18日，广东省疾病预防控制中心、交通银行股份有限公司吉林省分行、长春市南湖实业集团有限公司、长春宏日新能源有限责任公司以长生生物科技有限责任公司不能清偿到期债务，且明显缺乏清偿能力为由向长春市中级人民法院申请对长生生物科技有限责任公司破产清算。2019年6月27日，长春市中级人民法院正式受理。

#### 退市、破产及摘牌
2019年10月8日，深交所发布公告，宣布长生生物股票终止上市，自2019年10月16日起进入退市整理期。
2019年11月8日，长春长生经长春市中级人民法院民事裁定，依照《中华人民共和国企业破产法》之规定宣告破产。11月26日晚，长生生物发布《关于公司股票终止上市并摘牌的公告》，称公司股票已被深交所决定终止上市，于2019年11月27日被深交所摘牌，成为中国大陆首个因重大违法强制退市的公司。

## 业务
长春长生是长生生物的核心全资子公司，也是长生生物的主要营收来源。截至2017年，长春长生生产并销售六个疫苗品种，包括冻干甲型肝炎减毒活疫苗、吸附无细胞百白破联合疫苗两种一类疫苗和水痘减毒活疫苗、冻干人用狂犬病疫苗（Vero细胞）、流感病毒裂解疫苗、ACYW135群脑膜炎球菌多糖疫苗四种二类疫苗。2018年6月8日，国家药监局批准长春长生生产四价流感病毒裂解疫苗。根据中国食品药品检定研究院数据，2017年长春长生一类疫苗批签发量为577万人份，二类疫苗批签发量1,011万人份；主要产品狂犬疫苗、水痘疫苗、流感疫苗、甲肝疫苗批签发量分别为355万人份、360万人份、257万人份、272万人份，狂犬疫苗、水痘疫苗批签发量排名中国第二。根据长生生物2017年报，公司的疫苗品种数、销售量、销售额均位居中国民营疫苗公司前列。据长生生物2017年年报，长春长生通过推广团队将疫苗销售给疾控中心，销售网络已覆盖中华人民共和国除西藏、香港、澳门以外的省份、自治区、直辖市；也有一部分疫苗出口销往印度、柬埔寨、尼日利亚、埃及、白俄罗斯等十余个国家。公司的主要市场为华东地区（占比25.94%）、西南地区（占比21.04%）、华中地区（占比18.63%），出口占2.34%。
2017年，长生生物营业收入为15.53亿元人民币，同比增长52.60%；净利润为5.66亿元，同比增长33.28%。同期长春长生营业收入为15.39亿元人民币，净利润为5.87亿元，营业收入占母公司的99.1%。长生生物营业收入的99.10%来自疫苗销售，二类疫苗约占营业收入的91.68%，二类疫苗毛利率为90.86%。2017年，长生生物研发费用1.22亿元，占营业收入的7.87%，相比2016年4,336.60万元增长182.01%。有媒体评价，相比同行，长生生物研发投入偏少，而公司现金流充裕，截至2017年末公司购买的保本理财产品超过20亿元人民币。2017年，长生生物销售费用为5.83亿元人民币，同比增长152.52%，约占营业收入的三分之一，占营业成本的60.29%，当年有25名销售人员，人均销售费用为2,331.85万元人民币。销售费用中，推广服务费占比超过百分之七十，为4.42亿元人民币，相比2016年提高了一倍。有媒体认为，高额的销售费用可能与疫苗推广中的“潜规则”、行贿受贿有关。